# Gnomoniaceae
Gnomoniaceae is een familie van schimmels behorend tot de orde Diaporthales. Ze komen voor op planten.

## Kenmerken
Door Laut Monod (1983) zijn de Gnomoniaceae gekarakteriseerd door de ingezonken vruchtlichamen (Ascomata) zonder stroma of in aggregaten in gereduceerde prosenchymatische stromata. De ascomata zijn in het algemeen zacht, dunwandig en prosenchymatisch met een centrale of laterale uitstulping. 
De asci kunnen een duidelijke apicale ring hebben met gewoonlijk kleine sporen, die niet langer dan 25 µm zijn. Ze kunnen zowel gesepteerd als ongesepteerd zijn.
In het anamorfe stadium komen ze bij de Coelomyceten en Hyphomyceten voor als acervulair of pycnidiaal, meestal met een brede opening en met phialidische, meestal ongesepteerde conidiën.

## Genera
Het bestaat uit de volgende genera:
- Alnecium
- Ambarignomonia
- Anisomyces
- Apiognomonia
- Apioplagiostoma
- Asteroma
- Bagcheea
- Chadefaudiomyces
- Clypeoporthe
- Cryphognomonia
- Cryptodiaporthe
- Cryptosporella
- Diplacella
- Ditopella
- Ditopellopsis
- Flavignomonia
- Gloeosporidina
- Gnomonia
- Gnomoniella
- Gnomoniopsis
- Maculatipalma
- Mamiania
- Mamianiella
- Marsupiomyces
- Millerburtonia
- Neognomoniopsis
- Occultocarpon
- Ophiognomonia
- Phragmoporthe
- Phylloporthe
- Plagiostoma
- Pleuroceras
- Sirococcus
- Spataporthe
- Tenuignomonia
- Uniseta
- Valsalnicola
- Vismaya